# Divjak
Divjak je priimek v Sloveniji, ki ga je po podatkih Statističnega urada Republike Slovenije na dan 1. januarja 2010 uporabljalo 623 oseb in je med vsemi priimki po pogostosti uporabe uvrščen na 420. mesto.

## Znani slovenski nosilci priimka
- Alenka Divjak, raziskovalka staroangleške književnosti ...
- Breda Rajh Divjak, pianistka (PORL)
- Duša Divjak Race, jezikoslovka slovenistka-leksikologinja/lekisografka
- Franci Divjak - Štef, lutkar (v partizanih)
- Igor Divjak (* 1974), literarni kritik in prevajalec, urednik
- Marjan Divjak, meteorolog
- Marko Divjak, psiholog
- Milan Divjak (* 1931), pedagog, psiholog, prof.
- Mojca Divjak (* 1956), fizioterapevtka, predstojnica oddelka za protetiko in pred. Zdravstvene fakultete
- Ratko Divjak (* 1947), glasbenik, bobnar (hrv.-slov.)
- Saša Divjak (* 1946), računalničar, univ. profesor
- Stevo (Štefan) Divjak (1868 - 1938), zdravnik psihiater
- Viljem Divjak, španski borec
- Zdenka Zalokar Divjak (* 1954), logoterapevtka, izr. profesorica
- Žiga Divjak (* 1993), režiser

## Znani tuji nosilci priimka
- Blaženka Divjak (* 1967), hrvaška matematičarka  in političarka
- Jovan Divjak (1937 - 2021),[1] bosansko-hercegovski provladni general in poveljnik vojske BiH, branitelj Sarajeva (po poreklu krajiški Srb!)
- Ksenija Divjak (1924 - 1995), srbska slikarka
- Manojlo Divjak (1878 - 1938), hrvaško-srbski gozdarski strokovnjak
- Marko Divjak, makedonski nogometaš
- Milan Divjak (1895 - 1980), hrvaški ekonomist